# Where No One Has Gone Before
"Where No One Has Gone Before" es el sexto episodio de la serie de televisión estadounidense de ciencia ficción Star Trek: The Next Generation, que se emitió en redifusión originalmente el 26 de octubre de 1987 en los Estados Unidos. Una versión remasterizada en alta definición del episodio recibió un estreno limitado en cines durante un día (junto con el episodio "Datalore") para celebrar el 25 aniversario de la serie el 23 de julio de 2012. La historia se desarrolló originalmente con el título "Where None Have Gone Before" y se basó en el libro de Diane Duane, The Wounded Sky. Duane y Michael Reaves le presentaron la idea a David Gerrold y Gene Roddenberry y luego enviaron un guion. Su guion fue posteriormente reescrito por Maurice Hurley, cuyo primer esfuerzo fue mal recibido; sin embargo, posteriormente lo reescribió y esa versión fue filmada. El episodio fue el primero de la serie dirigida por Rob Bowman, quien luego dirigió 12 episodios más. Fue la única tarea de Star Trek: The Next Generation para los escritores Duane y Reaves.
Ambientada en el siglo 24, la serie sigue las aventuras de la tripulación de la Flota Estelar de la nave espacial Enterprise-D de la Federación. En est episodio, el Sr. Kosinski (Stanley Kamel) y un extraterrestre conocido como el Viajero (Eric Menyuk) visitan el Enterprise. El Viajero envía el Enterprise a partes distantes del universo y se necesita la ayuda de Wesley Crusher (Wil Wheaton) para traer el barco de regreso a casa.
En este episodio, Menyuk hizo la primera de tres apariciones como el Viajero. Biff Yeager hizo su primera aparición como el ingeniero jefe más antiguo de la primera temporada.

## Trama
El Enterprise se reúne con el USS Fearless para traer a bordo al Sr. Kosinski (Kamel), un experto en propulsión de la Flota Estelar que planea realizar pruebas en los motores warp para mejorar su eficiencia. El comandante Riker (Jonathan Frakes) se muestra escéptico ante las especificaciones aparentemente sin sentido de Kosinski, sugiriendo que su aparente éxito en otros barcos se debió simplemente a abordar fallas de diseño inherentes en motores más antiguos, mientras que los motores del Enterprise son completamente nuevos.
Kosinski llega con su asistente, un extraterrestre de Tau Alpha C que afirma que su nombre es impronunciable y les pide que se refieran a él como el Asistente. Mientras Kosinski y el Asistente explican las pruebas al equipo de ingenieros, Wesley  (Wheaton) comprende rápidamente para qué están diseñadas las pruebas y el Asistente expresa admiración por sus habilidades para resolver problemas.
La prueba rápidamente sale mal cuando el Enterprise acelera, superando las capacidades conocidas de los motores warp. El capitán Picard (Patrick Stewart) ordena que la nave se detenga y la tripulación se encuentra al otro lado de la galaxia M33 (a más de 2,7 millones de años luz de la Vía Láctea, la galaxia de origen de la nave). Aunque Kosinski está satisfecho con los resultados, Picard lo reprende y le pide que simplemente rehaga el proceso para regresar a casa.
Crusher intenta advertir a Riker que durante la prueba warp, el Asistente pareció entrar en fase, entrando y saliendo de la realidad, pero Riker lo despide sin escuchar. Sin embargo, después de que Kosinski comienza la segunda prueba, Crusher y Riker observan que el Asistente vuelve a alejarse, pareciendo más cansado. El Enterprise vuelve a experimentar un aumento de velocidad y, cuando se detiene, la tripulación no puede determinar su posición. Picard exige que Kosinski lleve a la tripulación a casa.
Mientras Kosinski, el asistente y el equipo de ingenieros trabajan para revertir el proceso, el resto del equipo comienza a experimentar visiones realistas de su pasado. Después de tener una visión de su madre (Herta Ware), Picard supone que han llegado al teórico Borde Exterior del universo y emite una alerta roja para despertar a la tripulación de sus visiones.
Riker sugiere que Kosinski puede no haber tenido nada que ver con los saltos warp, que probablemente fueron realizados por el propio Asistente, lo que resultó en su debilidad. Picard encuentra al extraterrestre en la enfermería, muriendo, pero la Dra. Crusher (Gates McFadden) no puede evaluar la biología extraterrestre del Asistente y no puede tratarlo.
El Asistente explica que es un Viajero con la capacidad de canalizar el pensamiento hacia la realidad, llevó a la tripulación del Enterprise al Borde Exterior, provocando efectos similares en cualquiera que se encuentre dentro de él para determinar si estaban listos para experimentar el pensamiento como realidad, y se disculpa por traer antes de que estuvieran listos. El Viajero le confía a Picard que busca prodigios científicos como el joven Crusher, y le sugiere que Picard lo cuide.
Cuando regresa a la sección de ingeniería, el Viajero le pide a Crusher que lo ayude a devolver el Enterprise al espacio conocido. Mientras se concentran y comienzan a regresar el barco a casa, el Viajero vuelve a entrar en fase y finalmente desaparece por completo. El Enterprise está de vuelta en el espacio de la Federación. Después del incidente, Picard asciende a Crusher a alférez en funciones (siguiendo su propia sugerencia tácita en "The Naked Now") en el Enterprise por su actuación.

## Producción

### Escritura
La historia original de "Where No One Has Gone Before" se desarrolló antes del inicio de Star Trek: The Next Generation, con Michael Reaves y Diane Duane invitados a presentar ideas para la historia.  Duane no pertenecía al Writers Guild of America (un requisito para escribir para el programa en ese momento) y dudaba que le pidieran que escribiera un guion.  Duane y Reaves trabajaron juntos en varias ideas; después de una semana, Reaves le informó a Duane que había desarrollado una idea basada en su novela de Star Trek de 1983, The Wounded Sky, y le pidió que colaborara con él.  Trabajó en la idea de la historia con Reaves y ampliaron ligeramente la historia de la idea original de Reaves.  Una versión del guion involucraba al Enterprise provocando el nacimiento de un nuevo universo, con un juego de palabras con la narrativa de la creación del Génesis. 
Le presentaron la historia al editor de historias David Gerrold, quien se la llevó al creador de Star Trek, Gene Roddenberry. Gene favoreció la idea de la historia y sugirió cambios que Reaves y Duane incorporaron en un segundo borrador.  El episodio ahora se tituló "Where None Have Gone Before", diferenciándose significativamente de la versión final:  Kosinski era un compañero de cuarto de Picard en la Academia de la Flota Estelar, y en lugar del Viajero, la propulsión extrema de la nave fue proporcionada por un "propulsor warpdrive" con un agujero negro en miniatura. La resolución de la trama implicó imaginar un Enterprise en miniatura duplicado y la interacción entre los agujeros negros en las unidades de propulsión de las dos naves.  Después de que Duane y Reaves entregaron la primera versión del guion basado en esa premisa, no se supo nada del personal de TNG durante dos semanas. 
El guion fue entregado a Maurice Hurley para que lo reescribiera. Le llevó seis semanas reescribirlo y su versión inicial fue mal recibida por los ejecutivos de TNG. Hurley dijo más tarde: "Lo odiaron absolutamente, creo que querían despedirme, y lo habrían hecho si no tuviera un contrato garantizado". Reescribió el guion y esta versión fue filmada. Hurley quedó satisfecho con el resultado y dijo que "todo en ese episodio funcionó". La versión final difería significativamente del guion original de Reaves-Duane; Duane dijo más tarde que sólo quedaban dos escenas: donde Picard ve a su madre y donde casi se cae del turboascensor al espacio. Reaves dijo más tarde que el episodio "se desarrolló mucho mejor en la pantalla de lo que pensábamos cuando leímos el guión. Tuvimos suerte, porque estaba fuera de nuestras manos".

### Dirección y casting

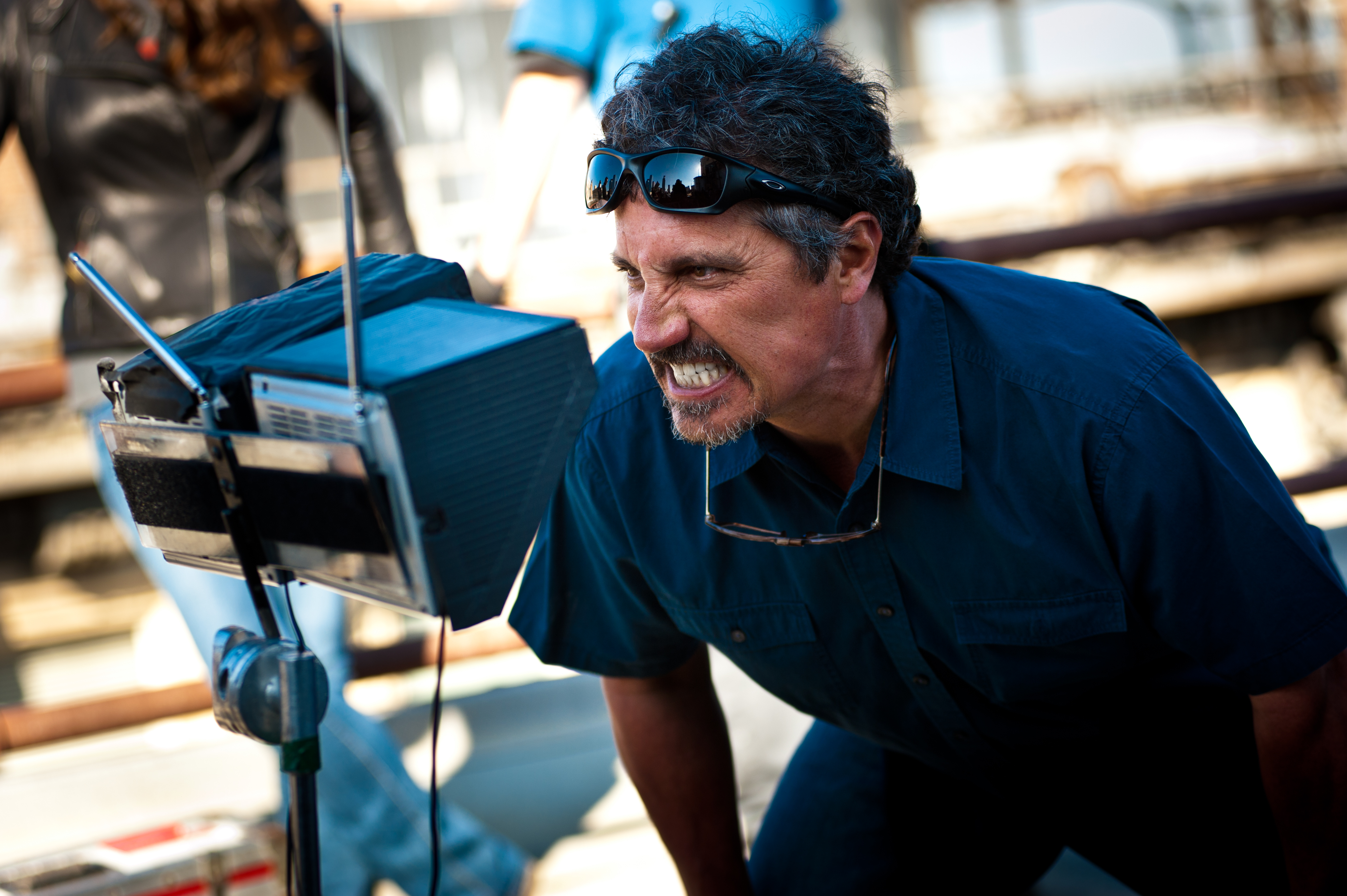
El director Rob Bowman (visto aquí en 2012) hizo su debut en Star Trek con este episodio.

Donald Petrie firmó originalmente para dirigir el episodio, pero abandonó para dirigir la película Mystic Pizza. El productor ejecutivo Robert Justman contrató a Rob Bowman para dirigir su primer episodio de Star Trek. Justman dijo más tarde que este fue uno de sus logros más importantes en The Next Generation.  Bowman trabajó en guiones gráficos y bloqueó los escenarios durante 20 días antes de filmar el episodio.  Inicialmente estaba nervioso por trabajar en el programa y sintió que tenía que demostrar su valía debido a su relativa inexperiencia como director.  Bowman dijo que después del segundo día de filmación, todo se volvió más fácil y le dio crédito al equipo por hacerlo sentir bienvenido.  Luego dirigió doce episodios más de The Next Generation. 
Eric Menyuk fue elegido como el Viajero. El actor ya había sido finalista varias semanas antes para el papel de Data (el papel fue para Brent Spiner).  Fue fanático de Star Trek desde los seis años,  y luego regresaría como el Viajero dos veces más: en "Remember Me" y "Journey's End".  El regreso de Menyuk en "Journey's End" también marcaría la última aparición en pantalla de Wesley Crusher.  Biff Yeager hizo su debut en Next Generation en "Where No One Has Gone Before" como el ingeniero jefe Argyle, quien se convertiría en el ingeniero jefe que aparece con más frecuencia en la primera temporada (aparece dos veces).   Geordi La Forge asumió ese papel en el primer episodio de la segunda temporada, "The Child".  El especialista "Dangerous" Dennis Madalone también hizo su debut en la serie como el tripulante de la división científica amenazado por su propio fuego (imaginado).  A partir de la tercera temporada fue coordinador de especialistas de The Next Generation y continuó interpretando a varios miembros del equipo.  Los espectadores conocieron el nombre de pila de la madre de Picard en "Chain of Command"; Herta Ware la interpretó en "Where No One Has Gone Before", quien apareció en la película de ciencia ficción Cocoon de 1985. 

### Efectos visuales y maquillaje
Algunos efectos del episodio se crearon en el sótano de Robert Legato con reflejos de agua y luces de árboles de Navidad. El guion era vago sobre lo que se veía en el fin del universo, por lo que Legato jugó con los efectos de los reflejos del agua en la pared de su sótano. Filmando con película BoPET, creó múltiples imágenes que se superpusieron una sobre otra para lograr el efecto final (que Legato describió como "peculiar y extraño"). Las luces del árbol de Navidad se suspendieron y movieron para crear el efecto de parpadeo que se ve en la pantalla.
El Klingon Targ fue creado vistiendo a un jabalí (llamado Emmy Lou) con un traje creado por el diseñador de vestuario William Ware Theiss. El productor ejecutivo Robert Justman recordó más tarde: "Ese cerdo olía horrible. Un olor agridulce y extremadamente penetrante. Me duché y me duché, ¡y me tomó una semana deshacerme de él!".Para aparecer como el Viajero, Eric Menyuk usó una pieza protésica (creada por Michael Westmore) en la frente, que llegaba hasta la línea del cabello. También llevaba un par de manos falsas de tres dedos,que se vendían en la subasta "It's A Wrap!" tras el final de Star Trek: Enterprise.Su disfraz de Viajero también se vendió en la subasta.

### Música
"Where No One Has Gone Before" fue el segundo episodio musicalizado por Ron Jones.  Algunos temas de la banda sonora eran reordenamientos de la partitura de Jerry Goldsmith de Star Trek: The Motion Picture. En la pieza "Talk with Mom" (representada durante la reunión de Picard con su madre), Jones intentó crear un efecto idéntico al final de Appalachian Spring de 1944 de Aaron Copland. Los temas de Alexander Courage de The Original Series se incluyen en un ostinato de siete notas en las piezas "Log", "Visitors" y "Fly-By".
La partitura fue grabada con una orquesta de 40 músicos. Jones formateó la orquesta para generar un sonido más grande que el que normalmente se escucha en las bandas sonoras de televisión para que sonara más como la partitura de The Motion Picture de Goldsmith. Se utilizaron teclados para hacer que los violonchelos fueran más prominentes y otros cambios incluyeron un aumento en el rango medio de la sección de cuerdas.  La banda sonora de "Where No One Has Gone Before" fue lanzado (como parte de la caja de partituras de The Ron Jones Project de Star Trek: The Next Generation) en una tirada limitada de 5.000 copias en 2010 por Film Score Monthly.

## Recepción
"Where No One Has Gone Before" se emitió en sindicación durante la semana que comenzó el 24 de octubre de 1987. Recibió una calificación de Nielsen de 10,5, lo que refleja el porcentaje de todos los hogares que vieron el episodio durante su franja horaria. Esta fue la calificación más alta recibida por la serie desde "The Naked Now" tres episodios antes.
Varios críticos volvieron a visitar el episodio después del final de la serie. Wil Wheaton describió más tarde el episodio como "la primera vez que The Next Generation realmente comenzó a unirse". Sin embargo, el episodio tuvo fallas en el diálogo y en los cambios de tono de Picard: "No estoy seguro de si fue una elección deliberada, por lo que aparecería como un hombre conflictivo, o si fue la calidez y amabilidad natural de Patrick Stewart. superando el comportamiento brusco que se escribió para Picard". Al revisar el programa en 2006 para AOL TV, le dio una puntuación general de B+. Keith DeCandido revisó el episodio para Tor.com, elogiando a los actores invitados; Stanley Kamel estuvo "magnífico" y "rezumaba arrogancia, exceso de confianza y toro en igual medida", mientras que Herta Ware aportó "tremenda seriedad" a su papel.Describió el episodio como el mejor de la primera temporada, con fuertes actuaciones del elenco principal, y le dio una puntuación general de ocho (sobre diez).
Jamahl Epsicokhan, en su sitio web Jammer's Reviews, dijo que era la primera vez en la serie que el espacio mismo generaba "asombro y asombro"; sin embargo, pensó que la naturaleza "fresca e intrigante" del episodio se desvaneció a medida que avanzaba.  Criticó a Wesley Crusher, describiéndolo como un "friki empalagoso" y "sólo quieres estrangularlo".  Le dio al episodio una puntuación de 2,5 (sobre 4).
En el libro de Richard Hanley La metafísica de Star Trek, la aparición del Viajero en este episodio se describió como una continuación de los extraterrestres intelectualmente avanzados en Star Trek, comenzando en la serie original con Apolo en " Who Mourns for Adonais?" y Gary Mitchell en "Where No Man Has Gone Before".  Wesley Crusher hace referencia a la metafísica en este episodio y pregunta si el pensamiento es la base de la existencia. 

## Premios y nominaciones
XL edición de los Premios Primetime Emmy
| Categoría                                 | Candidatos                                        | Resultado |
| ----------------------------------------- | ------------------------------------------------- | --------- |
| Mejor mezcla de sonido en serie dramática | Chris Haire Doug Davey Jerry Clemans Alan Bernard | Nominados |

## Estreno en cines y medios domésticos
El primer lanzamiento en medios domésticos de "Where No One Has Gone Before" fue en casete VHS el 1 de abril de 1992 en los Estados Unidos y Canadá.El episodio fue incluido en la caja de  DVD de la primera temporada lanzado en marzo de 2002.
Los episodios desde "Encounter at Farpoint" hasta "Datalore" se lanzaron en Japón en LaserDisc el 10 de junio de 1995, como parte de First Season Part.1. Esto incluyó este episodio, y el conjunto tiene una duración total de 638 minutos en múltiples discos de video ópticos de 12 pulgadas.
El episodio fue lanzado como parte del Blu-ray de la primera temporada el 24 de julio de 2012. Para celebrar el 25 aniversario de Star Trek: The Next Generation y promover el lanzamiento de la primera temporada en Blu-ray, los episodios "Where No One Has Gone Before" y "Datalore" se estrenaron en los Estados Unidos el 23 de julio de 2012 en casi 500 salas. "Where No One Has Gone Before" fue elegida por los expertos de Star Trek Mike y Denise Okuda debido a los inusuales efectos especiales espaciales.